# Aire urbaine de Laragne-Montéglin
L'aire urbaine de Laragne-Montéglin  est une aire urbaine française centrée sur l'unité urbaine de Laragne-Montéglin  dans les Hautes-Alpes. Composée de 2 communes, elle comptait 3 837 habitants en 2013.

## Composition
| Nom               | Code Insee | Statut | Superficie (km2) | Population (dernière pop. légale) | Densité (hab./km2) |
| ----------------- | ---------- | ------ | ---------------- | --------------------------------- | ------------------ |
| Laragne-Montéglin | 05070      |        | 23,51            | 3 566 (2022)                      | 152                |
| Lazer             | 05073      |        | 21,98            | 336 (2022)                        | 15                 |